# كلاوس هون
كلاوس هون (24 فبراير 1928 - 20 يناير 2017) كان صحفيًا رياضيًا وكاتبًا ومديرًا رياضيًا ألمانيًا. عمل هون في صحيفة ألمانيا الشرقية اليومية ذات السوق الشامل نويس دويتشلاند، وكان رئيسًا للجمعية الفرعية للصحفيين الرياضيين في اتحاد الصحفيين المهمين في ذلك البلد.